# エウゲン・ワッケル
エウゲン・ワッケル（Eugen Wacker、1974年4月17日 - ）は、キルギスの自転車競技（ロードレース）選手。

## 来歴
1998年
- アジア競技大会 個人追抜 2位

2000年
- ヘラルド・サン・ツアー 総合優勝

2001年
- シュラキエム・グロドゥヴ・ピアストヴスキチュ 優勝

2002年
- キルギス選手権
  - 個人ロードレース 優勝
  - 個人タイムトライアル(ITT) 優勝
- アジア競技大会 ITT 2位

2003年
- キルギス選手権
  - 個人ロードレース 優勝
  - ITT 優勝
- 世界選手権自転車競技大会B大会 ITT 優勝

2004年
- キルギス選手権
  - ITT 優勝

2006年
- アジア競技大会 ITT 2位

2007年
- キルギス選手権
  - 個人ロードレース 優勝
  - ITT 優勝
- アジア選手権 ITT 優勝

2008年
- キルギス選手権
  - 個人ロードレース 優勝
  - ITT 優勝
- アジア選手権 ITT 優勝

2009年
- キルギス選手権
  - 個人ロードレース 優勝
  - ITT 優勝
- アジア選手権 ITT 3位

2010年
- キルギス選手権
  - 個人ロードレース 優勝
  - ITT 優勝
- アジア選手権 ITT 3位
- アジア競技大会 ITT 2位

2011年
- キルギス選手権
  - 個人ロードレース 優勝
  - ITT 優勝
- アジア選手権 ITT 優勝

2012年
- アジア選手権 ITT 優勝